# Leopoldo María Panero

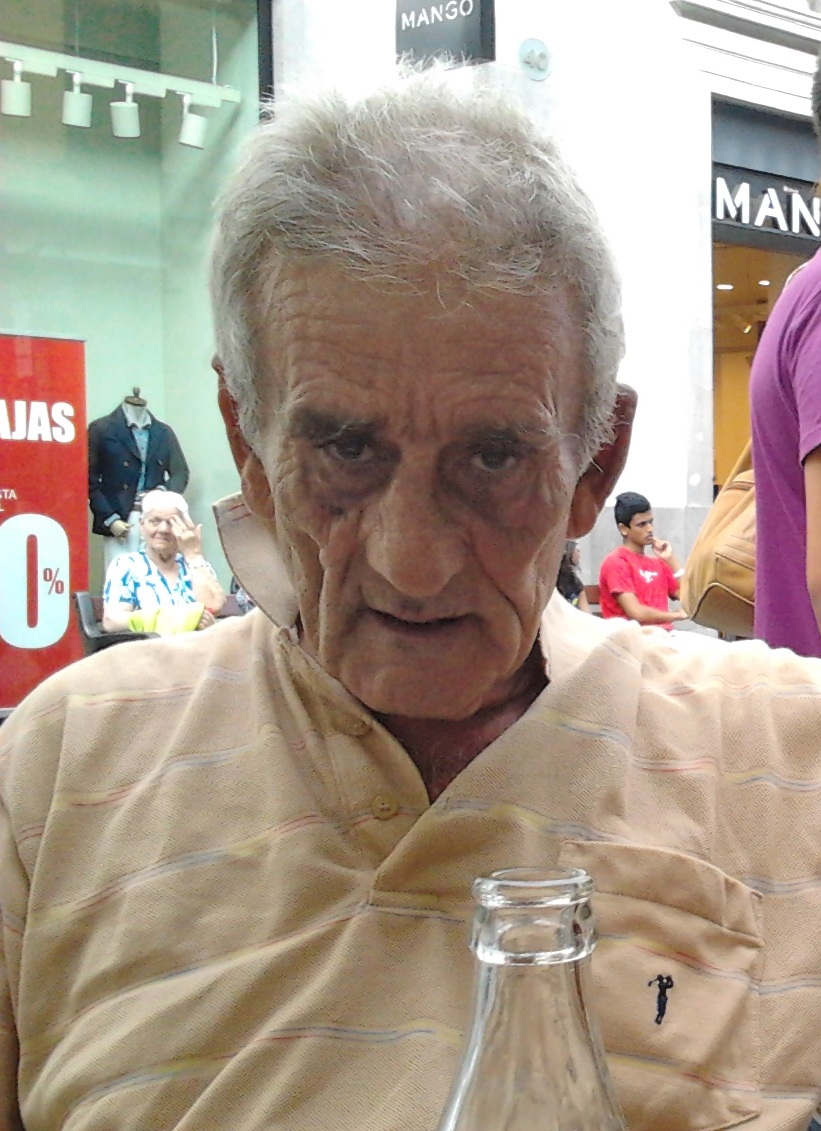
Panero 2013

Leopoldo Maria Panero (* 16. Juni 1948 in Madrid, Spanien; † 5. März 2014 in Las Palmas de Gran Canaria, Gran Canaria, Spanien) war ein spanischer Lyriker, Übersetzer, Erzähler, Kritiker, Essayist.
Er gilt als einer der wichtigsten Dichter Spaniens seiner Generation und in der zweiten Hälfte des 20. Jahrhunderts sowie der Nach-Franco-Ära.

## Leben und Wirken
Leopoldo Maria Panero wurde als zweiter Sohn von drei Söhnen des Dichters Leopoldo Panero und der Schriftstellerin Felicidad Blanc geboren. Mit fünf Jahren schrieb er ein Gedicht, das er an den Schriftsteller Dámaso Alonso schickte und diesen sehr beeindruckte.
Er studierte Philosophie und Französische Philologie in Madrid und Barcelona, verbrachte aber den Großteil seines Lebens – mit Unterbrechungen – in psychiatrischen Krankenhäusern als chronischer Patient. Dies verstärkte sich seit den 1960er Jahren, wo er vor allem wegen Alkohol- und Heroinsucht sowie Selbstmordversuchen eingewiesen wurde. Außerdem wurde er mehrfach verhaftet, da er gegen die Franco-Diktatur demonstriert hatte.
In seiner Literatur wie in seinem Leben spielen eine Tendenz zur Selbstzerstörung eine große Rolle. Er empfand zeitlebens sein Leben als verflucht. Zur wichtigsten Lektüre zählte er Sigmund Freud und Jacques Lacan. Freundschaften im klassischen Sinne waren ihm unbekannt. Seine Homosexualität ist am besten greifbar mit der Beziehung zu dem Dichter Eduardo Haro Ibars, den er im Gefängnis kennengelernt hatte. 
Als Dichter war er vor allem als Lyriker bekannt und geschätzt und galt als eine der wichtigen Lyriker seiner Generation in Spanien sowie in der zweiten Hälfte des 20. Jahrhunderts und der Nach-Franco-Ära. Aber auch als Übersetzer und Erzähler, Verfasser journalistischer Kritiken und Essayist war er zuweilen tätig. Ein Gedichtband wurde ins Englische übersetzt.
Eine Dokumentation mit dem Namen El Desencanto wurde über ihn 1976 gedreht, außerdem schrieb er das Drehbuch für einen Kurzfilm und eine Fernsehserie.
Leopoldo Maria Panero starb am 5. März 2014 in Las Palmas im Alter von 65 Jahren.

## Werk (Auswahl)
- Así se fundó Carnaby Street, 1970, Lyrik.
- Teoria, 1973, Lyrik.
- El ultimo hombre, 1984, Lyrik
- Teoria del miedo, 2000, Lyrik.
- Danza de la muerte, 2004. Lyrik.
- Poesia Completa 1, 2012. Lyrik.
- Rosa Enferma, 2014 (posthum).
- La locura llevada al verso, 2017. Lyrik. (posthum)